# ジョセファト・ダビリ
ジョセファト・ダビリ（Josephat Muchiri Ndambiri、1985年2月12日 - ）は日本を拠点として活躍しているケニア共和国の陸上競技選手。専門は中・長距離走。流通経済大学付属柏高等学校卒業、流通経済大学を経て2013年3月まで小森コーポレーションに所属していた。世界陸上選手権大阪大会10000mケニア代表。身長170cm体重54kg。

## 略歴
留学生として来日。流通経済大柏高校時代は同学年に上野裕一郎（佐久長聖）、北村聡（西脇工）、1学年下に同じケニア人留学生サムエル・ワンジル（仙台育英）、ジョン・カリウキ（滋賀学園）、メクボ・ジョブ・モグス（山梨学院大付）らがいたがインターハイを席巻。2002年（高校2年）・2003年（同3年）の1500m・5000m2種目を制覇している。このうち高校3年時の1500m・5000mでは大会新記録での優勝となった。
2004年4月に流通経済大学に進学した後、2004年の第73回日本インカレでは5000m・10000mともに大会新記録を刻む走りで優勝をさらった。第81回箱根駅伝予選会では20kmを58分11秒で走り、オンベチェ・モガンバ（山梨学院大学）、サイラス・ジュイ（流通経済大学）、座間マボロベネディック（専修大学）らを抑えて個人1位の成績を残している。
2005年に小森コーポレーションへ進んだ後はトラックレースで活躍、2007年のケニア選手権10000mでは優勝。世界陸上選手権大阪大会10000mケニア代表に選出された。世界陸上選手権10000m決勝ではケネニサ・ベケレ、シレシ・シヒネらと走り、ベケレが同種目3連覇を飾ったこのレースで、5位に入り27分31秒41の成績を残した。2009年5月3日に出場した静岡国際陸上競技大会（静岡スタジアム）10000mでは26分57秒36で走り優勝、日本国内では初めてとなる10000m26分台の記録を残した。
駅伝競走でも活躍を見せ、全日本実業団駅伝ではガトゥニ・ゲディオンらと区間賞争いを展開していた。2008年第52回大会では旧3区を走り、28番手から14番手へ順位を上げ14人抜きでゲディオンに次ぐ区間2位、2009年第53回大会では新たに新設された2区、通称「インターナショナル区間」で13番手から2番手へ順位を上げ11人抜きでゲディオンら有力外国人ランナーを抑え、21分54秒の区間賞を獲得した。この記録は、2014年現在も2区の区間記録でありかつ唯一の21分台の記録である。2010年第54回大会では、34番手から11番手までの同大会史上2位となる23人抜きを見せる走りで区間賞ポール・タヌイ（九電工）と1秒差の区間2位となった。
2011年12月4日の第65回福岡国際マラソンに出場。自身初マラソン、そして一般参加という状況ながらレースでは25kmからロングスパートを見せ、後続を一気に引き離すと、2時間7分37秒でゴールイン。初マラソン初優勝を達成した。
2013年3月をもって、8年間在籍した小森コーポレーションを退社した。

## 主な戦績
| 年   | 大会                           | 区間 | 距離     | 結果    | タイム       | etc.                              |
| ---- | ------------------------------ | ---- | -------- | ------- | ------------ | --------------------------------- |
| 2002 | 茨城インターハイ               |      | 1500m    | 優勝    | 3分45秒51    |                                   |
| 2002 | 茨城インターハイ               |      | 5000m    | 優勝    | 13分42秒09   |                                   |
| 2003 | 長崎インターハイ               |      | 1500m    | 優勝    | 3分40秒21    | 大会新記録                        |
| 2003 | 長崎インターハイ               |      | 5000m    | 優勝    | 13分36秒14   | 大会新記録                        |
| 2004 | 第73回日本インカレ             |      | 10000m   | 優勝    | 27分55秒81   | 大会新記録                        |
| 2004 | 第73回日本インカレ             |      | 5000m    | 優勝    | 13分44秒06   | 大会新記録                        |
| 2005 | 第46回東日本実業団駅伝         | 4区  |          | 区間賞  | 49分14秒     |                                   |
| 2005 | 第17回国際千葉駅伝             | 1区  | 5.0km    | 区間3位 | 13分24秒     | ケニア代表                        |
| 2006 | 第50回全日本実業団駅伝         | 3区  | 11.8km   | 区間6位 | 31分55秒     |                                   |
| 2006 | IAAFグランプリ大阪大会         |      | 5000m    | 3位     | 13分13秒27   |                                   |
| 2006 | IAAFグランプリリエティ         |      | 3000m    | 11位    | 7分42秒98    |                                   |
| 2006 | 第47回東日本実業団駅伝         | 4区  | 17.4km   | 区間2位 | 50分24秒     |                                   |
| 2006 | 第18回国際千葉駅伝             | 3区  | 5.0km    | 区間賞  | 13分29秒     | ケニア代表                        |
| 2007 | 第51回全日本実業団駅伝         | 1区  | 12.3km   | 区間3位 | 34分43秒     |                                   |
| 2007 | ケニア選手権                   |      | 10000m   | 優勝    | 28分09秒0    | Kenyan WC Trials 10,000m Champion |
| 2007 | 世界陸上選手権大阪大会         |      | 10000m   | 5位     | 27分31秒41   |                                   |
| 2007 | 全日本実業団対抗陸上競技選手権 |      | 10000m   | 優勝    | 27分31秒61   |                                   |
| 2007 | 全日本実業団対抗陸上競技選手権 |      | 5000m    | 優勝    | 13分20秒30   |                                   |
| 2007 | 第48回東日本実業団駅伝         | 4区  | 16.8km   | 区間2位 | 50分24秒     |                                   |
| 2008 | 第52回全日本実業団駅伝         | 3区  | 11.6km   | 区間2位 | 31分15秒     | 14人抜き                          |
| 2008 | ケニアオリンピックトライアル   |      | 10000m   | 7位     | 28分32秒29   |                                   |
| 2008 | 第49回東日本実業団駅伝         | 3区  | 9.5km    | 区間賞  | 25分46秒     |                                   |
| 2009 | 第53回全日本実業団駅伝         | 2区  | 8.3km    | 区間賞  | 21分54秒     | 11人抜き                          |
| 2009 | 第50回東日本実業団駅伝         | 3区  | 9.5km    | 区間3位 | 27分32秒     |                                   |
| 2010 | 第54回全日本実業団駅伝         | 2区  | 8.3km    | 区間2位 | 22分03秒     | 23人抜き                          |
| 2011 | 第65回福岡国際マラソン         |      | 42.195km | 1位     | 2時間7分37秒 | 初マラソン初優勝                  |

## 記録
- 1500m - 3分38秒72（2004年）
- 3000m - 7分42秒98（2006年）
- 5000m - 13分05秒33（2005年）
- 10000m - 26分57秒36（2009年）
- ハーフマラソン - 1時間01分08秒（2010年）
- フルマラソン - 2時間07分37秒（2011年）